# 알렉산드르 스미실랴예프
알렉산드르 알렉산드로비치 스미실랴예프(러시아어: Алекса́ндр Алекса́ндрович Смышля́ев, 1987년 3월 16일~)는 러시아의 전직 프리스타일 스키 선수로 주 종목은 모굴이다. 올림픽에 4회 참가했으며 2014년 동계 올림픽에서 남자 모굴 동메달을 획득했다. 또한 세계 선수권 대회에서 동메달 1개를 획득했으며 FIS 프리스타일 스키 월드컵 모굴 부문 준우승 1회 차지했다.